# Amnesteophis melanauchen
Genre
Espèce
Synonymes
- Enicognathus melanauchen Jan, 1863

Amnesteophis melanauchen, unique représentant du genre Amnesteophis, est une espèce de serpents de la famille des Dipsadidae.

## Répartition
Cette espèce est endémique de Bahia au Brésil.

## Publications originales
- Myers, 2011 : A New Genus and New Tribe for Enicognathus melanauchen Jan, 1863, a Neglected South American Snake (Colubridae: Xenodontinae), with Taxonomic Notes on Some Dipsadinae. American Museum Novitates, no 3715, p. 1-33 (texte intégral)
- Jan, 1863 : Enumerazione sistematica degli ofidi appartenenti al gruppo Coronellidae. Archivio per la zoologia, l'anatomia e la fisiologia, vol. 2, no 2, p. 213-330 (texte intégral).